# Tote Reuss-Alte Reuss
Das Gebiet mit der Bezeichnung Tote Reuss-Alte Reuss ist eine Gewässerlandschaft an der Reuss und ein 1992 ausgewiesenes Naturschutzgebiet im Schweizer Kanton Aargau. Die Auenlandschaft von nationaler Bedeutung umfasst neben einer mehrere Kilometer langen Flussstrecke im Unteren Reusstal verschiedene Altwässer mit Feuchtgebieten und dem See Stille Reuss (nicht zu verwechseln mit dem Schutzgebiet «Stille Reuss» 12 km weiter flussaufwärts).
Das Areal ist eines von sieben Auenschutzgebieten am Unterlauf der Reuss im Schweizer Mittelland. Es wird in der Weltdatenbank der Schutzgebiete (WDPA) unter der Objektnummer 148601 geführt und entspricht als Biotop- und Artenschutzgebiet der IUCN-Kategorie IV. Es befindet sich mitten in der geschützten Region «Reusslandschaft» des Bundesinventars der Landschaften und Naturdenkmäler von nationaler Bedeutung und in einem Projektgebiet des Auenschutzparks Aargau.

## Landschaftsgeschichte
Die 80 Hektar grosse Auenlandschaft liegt zwischen den Städten Bremgarten und Mellingen an der nach Norden fliessenden Reuss auf dem Gebiet der Gemeinden Bremgarten, Eggenwil, Künten und Fischbach-Göslikon. Im flachen Talboden, der auf der Höhe von 357 m liegt und ringsum von Hügellandschaften und Moränen gesäumt ist, schuf die Reuss seit dem Ende des Eiszeitalters ein Flussbett mit vier grossen, mäanderartigen Schlaufen. Der Talboden besteht aus fluvioglazialen Sedimenten mit Seebodenlehm, Sand- und Schotterablagerungen, Auelehm und (ausserhalb des oft gefluteten Flussbetts) Oberboden. Weiter unten durchquert der Fluss in einer Schlucht die vom eiszeitlichen Reussgletscher geschaffene Schotterterrasse von Niederwil und die Endmoräne des Reussgletschers während des sogenannten Schlierenstadiums. Dort liegen im Flussbett der Reuss zahlreiche freigelegte Findlinge.

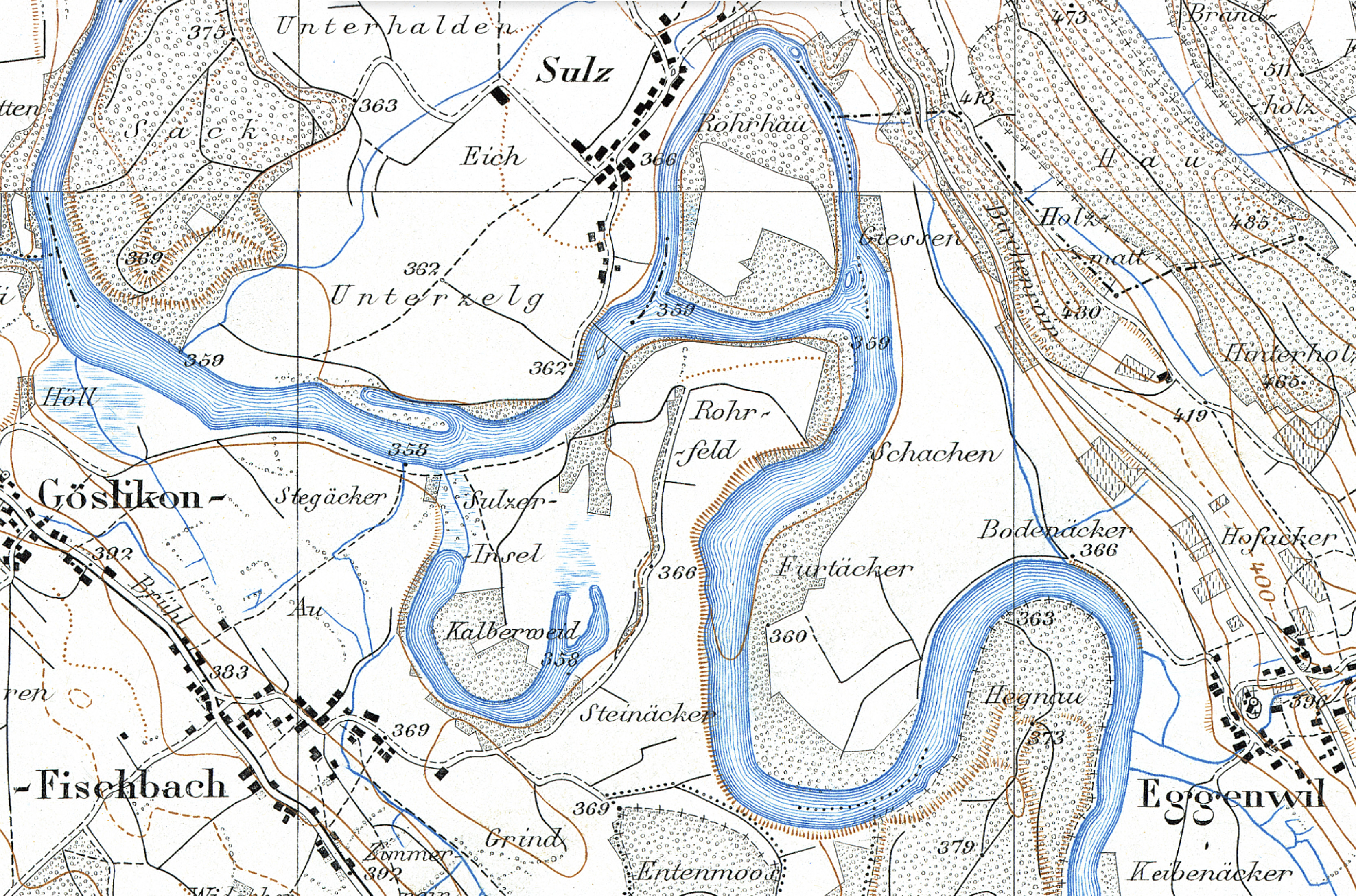
Ausschnitt aus dem Topographischen Atlas der Schweiz, Blatt 155, 157, um 1910. Bögen der Reuss mit zwei Durchstichen.

Im 19. Jahrhundert liess der Kanton Aargau nach einem Vorschlag des Ingenieurs Johann Gottfried Tulla durch zwei weit ausholende Bögen der Reuss ein kürzeres Flussbett ausheben und zu Beginn des 20. Jahrhunderts das Hinterland auf beiden Seiten mit hohen Leitdämmen gegen Überschwemmungen schützen. Um 1820 entstand zuerst der Durchstich bei Fischbach, und der nun abgeschnittene Altarm wurde später «Tote Reuss» genannt. Kurz danach wurde mit grossem Aufwand auch durch die Flussterrasse der Rohrau bei Sulz ein Kanal gegraben, der jedoch den alten Lauf der Reuss noch nicht ganz abschnitt, sondern vorerst nur eine grosse Insel schuf. Erst mit dem Bau des Damms am rechten Ufer entstand in diesem Altarm ein Stillgewässer. Auf einem Teil der trockengelegten Flächen gewannen die Dörfer neues Ackerland, während im alten, von Wald gesäumten Flussbett feuchte, sumpfige Senken mit einigen Weihern übrig blieben, die zunehmend verlandeten.

Luftaufnahme aus nordwestlicher Richtung (1949)

Bei der Ortschaft Sulz in der Gemeinde Künten am rechten Ufer der Reuss liegt der Altarm mit der Bezeichnung «Alte Reuss» oder auch «Altwasser Rohrau». Durch die lange, schmale Rinne mit Gehölz, feuchten Uferstreifen und einem See fliesst jetzt ein kleiner Bach, der im Gebiet Giesse den Quellbach aus der Holenau und bei Sulz den Küntenerbach aufnimmt. Um 1920 passte der Kanton Aargau an dieser Stelle die Gemeinde- und Bezirksgrenzen den neuen Gegebenheiten an; die ehemalige Halbinsel «Rohrau» gehörte vor der Gewässerkorrektion zu Fischbach-Göslikon im Bezirk Bremgarten und wurde jetzt der Gemeinde Künten im Bezirk Baden (Aargau) zugeschlagen. Dort, wo die Gemeindegrenze von Eggenwil und Künten das ehemalige Flussufer erreicht, steht ein alter Grenzstein aus dem 18. Jahrhundert mit den Wappen der damaligen Territorien Grafschaft Baden und Landvogtei Freie Ämter.

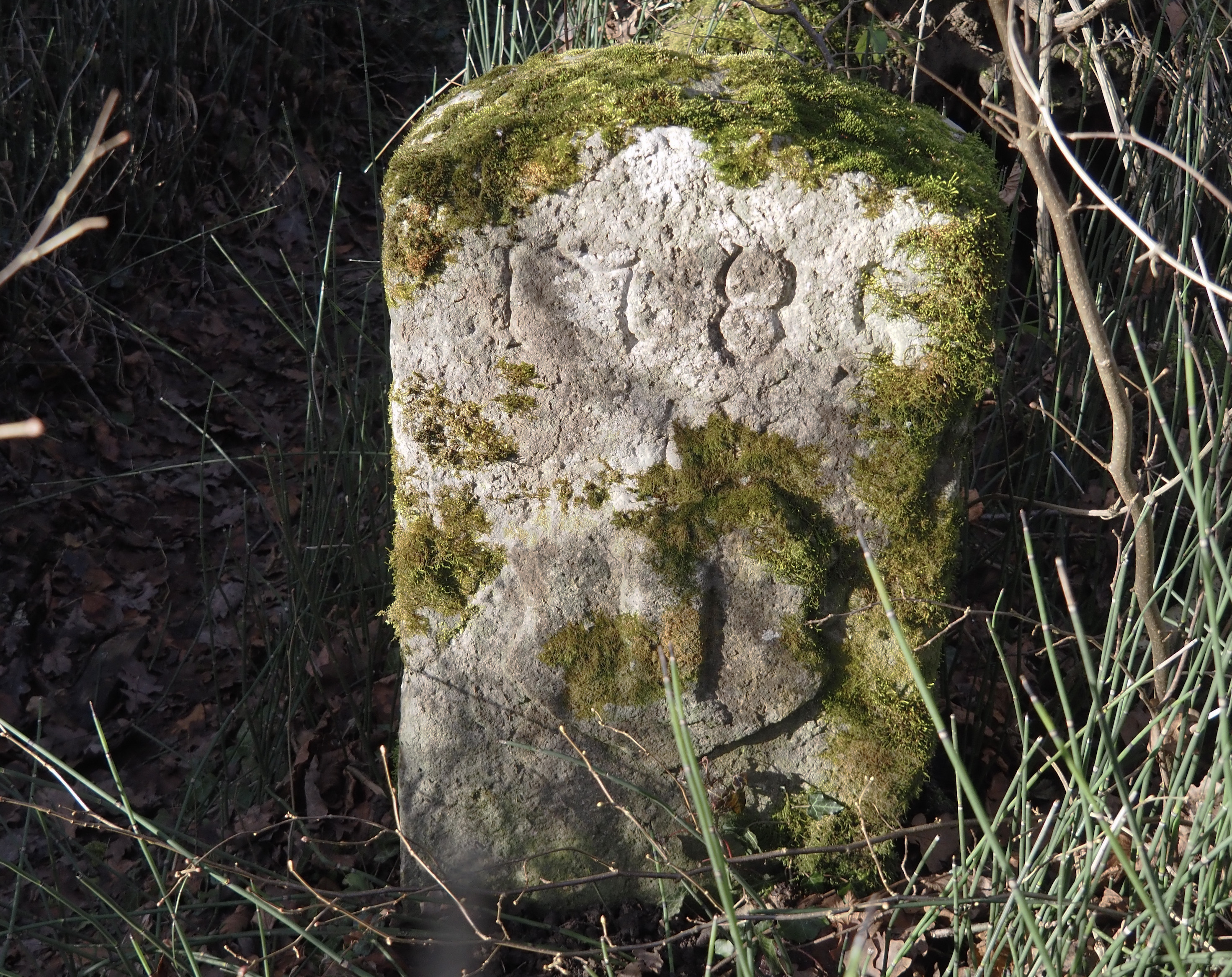
Grenzstein mit Wappen der Freien Ämter

Im Gebiet des abgeschnittenen Flussbogens auf der linken Seite, das heute «Tote Reuss» genannt wird, liegen zwei kleine, nur zum Teil verlandete Seen mit ausgedehnten Schilfgürteln. Das nördliche Gewässer, das 1911 beim Bau eines Reussdamms entstand, bezeichnet man in der Region auch als «Stille Reuss», das südliche auch als «Altwasser Kalberweid». Die offene, landwirtschaftlich genutzte Fläche im Inneren des Bogens hat den Namen «Insel»; früher hiess sie «Sulzerinsel», weil sie vom Dorf Sulz aus zugänglich war, das seit der Korrektion des Flusses auf der gegenüberliegenden Seite liegt. In die Tote Reuss mündet der eingedolte Wissbach.

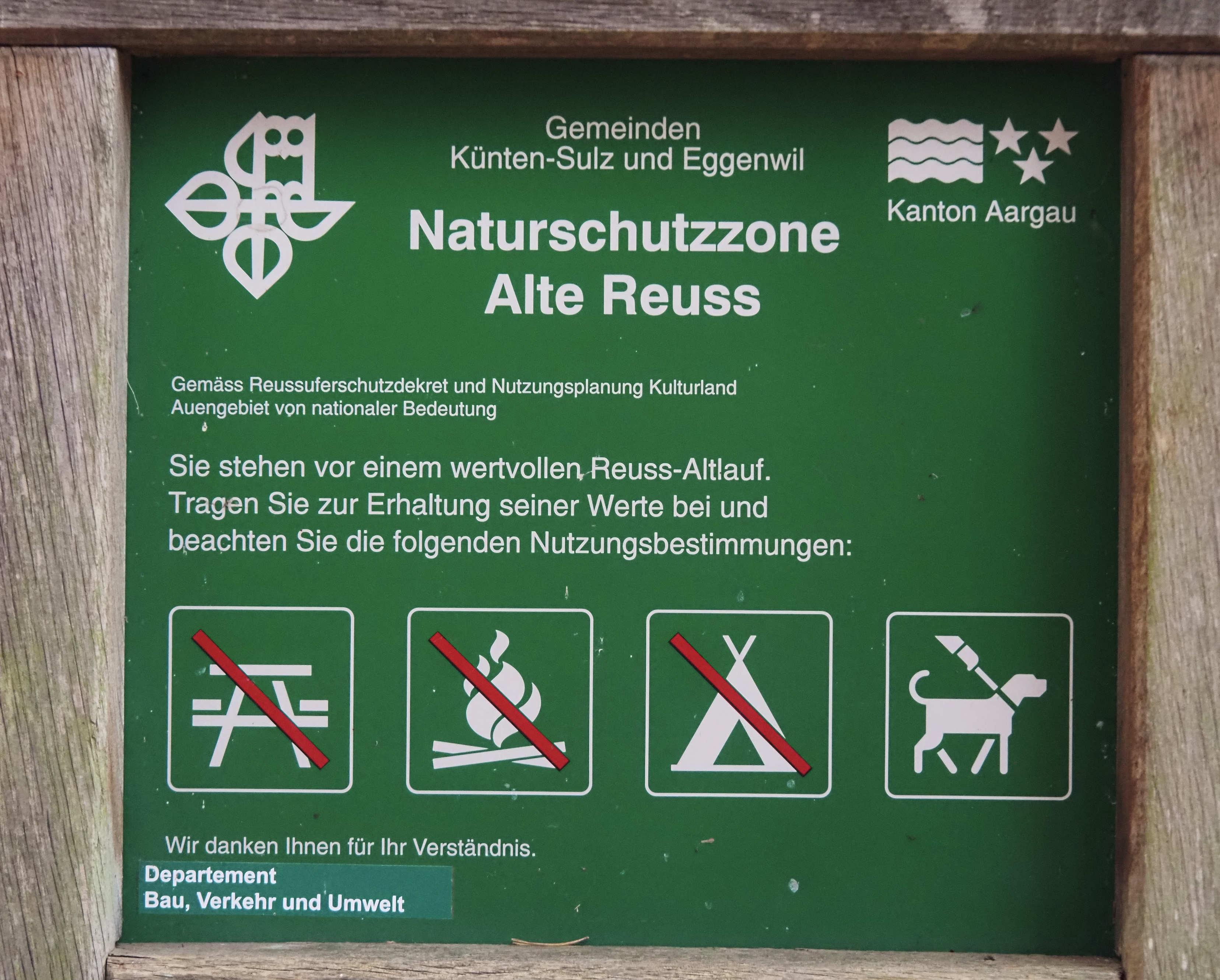
Schutzgebiet «Alte Reuss»

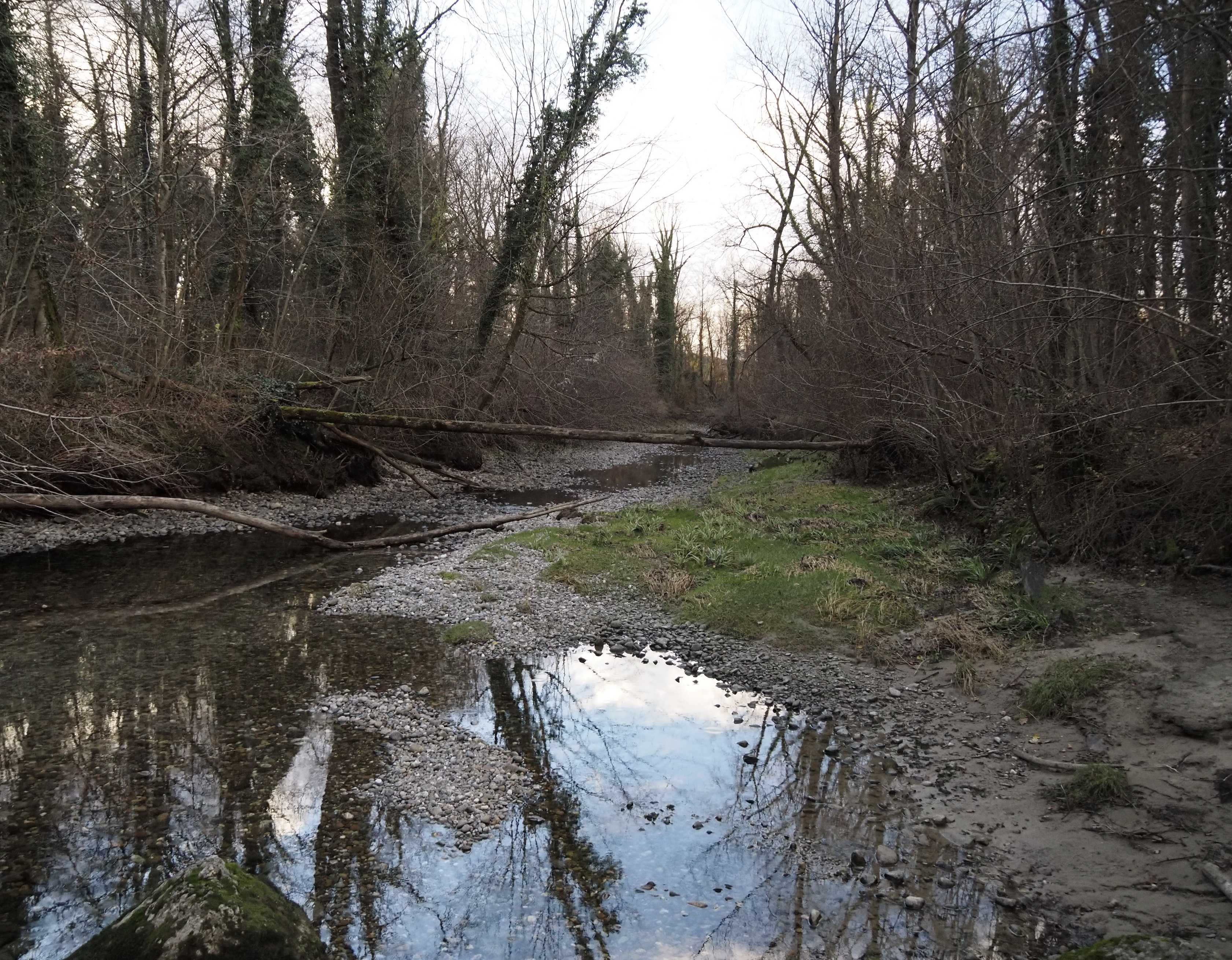
Neuer Seitenarm der Reuss im Gebiet «Foort»

Zum Auenschutzgebiet gehört ausserdem der Flussabschnitt mit der oberhalb der Alten Reuss liegenden Flussschlaufe, wo auf beiden Seiten breite Streifen von Auwald erhalten geblieben sind. Um 2005 wurden im rechtsufrigen Auengebiet «Foort» in einem Revitalisierungsprojekt des Programms «Auenschutzpark Aargau» die feste Uferverbauung an der Reuss wieder entfernt und zwei Nebengerinne ausgebaggert, die jetzt manchmal bei Hochwasser überflutet sind. Am gegenüberliegenden Steilhang mündet der Mauchbach, der das Amphibienlaichgebiet im Dickhölzli entwässert, in die Reuss.
Flussabwärts umfasst das Auengebiet nördlich von Göslikon noch die Sumpf- und Moorlandschaft «Höll», einen durch die natürliche Flussdynamik abgeschnittenen Altarm. In diesem Bereich mündet der Höllbach in die Reuss. Auf der anderen Seite erreicht der Grossmattbach beim Campingplatz von Sulz den Fluss.
Etwa ein Dutzend Flächen in diesem Abschnitt des Reusstals sind Schutzgebiete der Schweizer Naturschutzorganisation Pro Natura, die zusammen mit dem Kanton Aargau die Revitalisierung des Gebiets «Foort» durchführte und für die Pflege der Areale zuständig ist. Wichtig ist besonders das regelmässige Mähen oder Beweiden der Gebiete um die neuen Amphibientümpel.
Die Uferzone an der Reuss ist mit einem Netz von Verkehrswegen erschlossen. Durch das Kulturland und die Nutzwälder führen Feld- und Waldstrassen, die zum Teil auch von der Schweizer Armee genutzt werden; die auf dem Waffenplatz Bremgarten stationierten Genietruppen benützen einen Raum an der Reuss als Übungsbrückenstelle. Den beiden Flussufern folgen Wanderwege, zu denen der überregionale «Aargauer Weg» gehört. Im Bereich zwischen der Alten Reuss und der Toten Reuss erlaubt in den Sommermonaten an Wochenenden eine Fähre das Überqueren des Flusses; sie wird vom Fähriverein Sulz-Fischbach betrieben. Die Gemeindebehörden planen den Bau eines ganzjährig benützbaren Fussgängerstegs, der die Lücke in der Reihe der Reussbrücken zwischen Bremgarten und Gnadenthal schliessen würde. Das Projekt wird von den Umweltverbänden BirdLife, Pro Natura und WWF Schweiz unterstützt, weil durch die vorgesehenen ökologischen Ausgleichsmassnahmen die Naturlandschaft der Flussaue aufgewertet wird.
Bei Fischbach-Göslikon und Eggenwil durchquert die Swissgas-Pipeline von Staffelbach nach Schlieren das Reusstal und das Auenschutzgebiet. Der 1974 gebaute Anschluss des Gasverbunds Ostschweiz an die internationale Transitgasleitung unterquert im Schutzgebiet «Foort» mit einem Düker die Reuss.

## Schutzgebiete

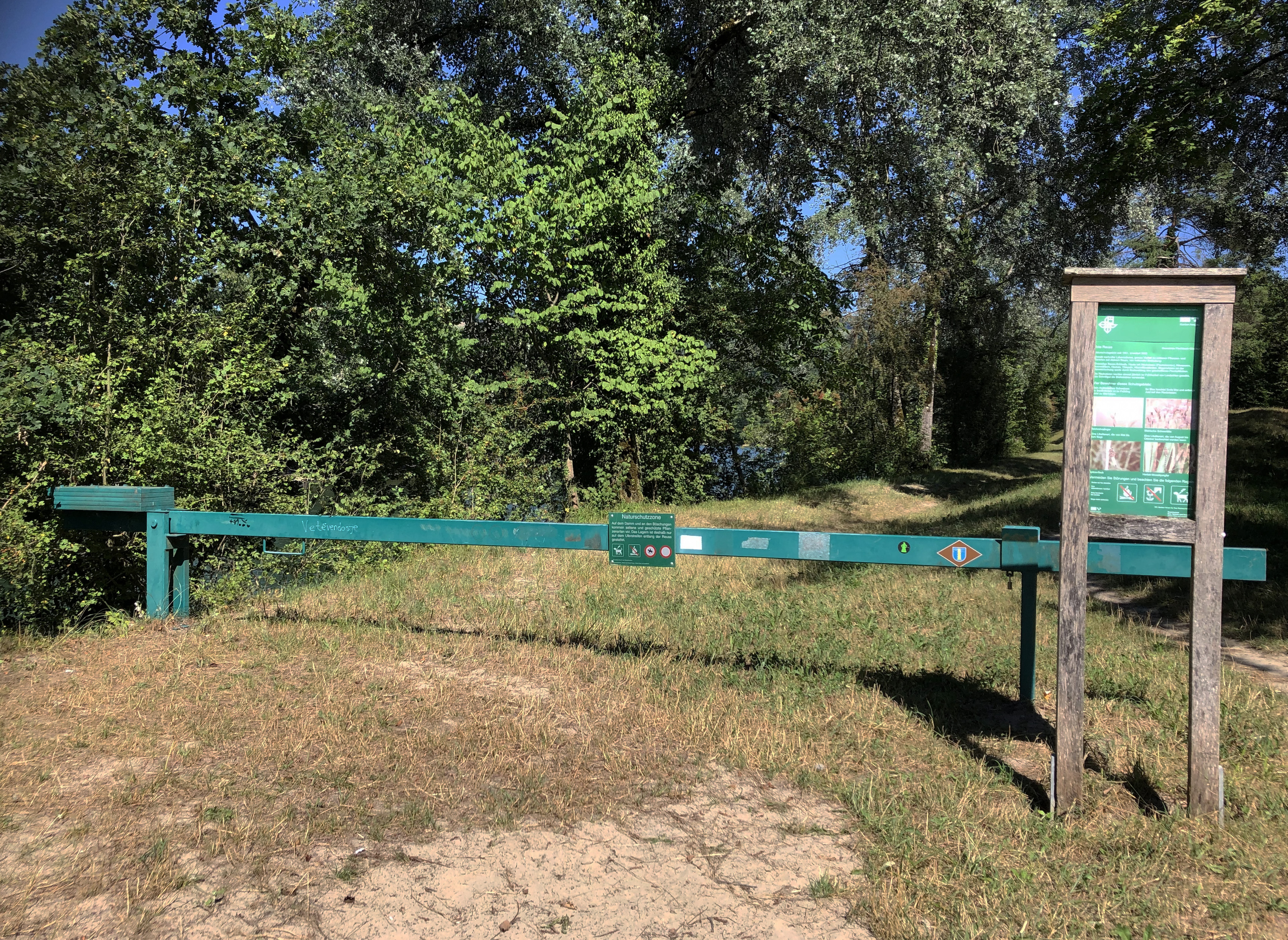
Informationstafel Naturschutzgebiet «Tote Reuss»

Im Auengebiet «Tote Reuss-Alte Reuss» sind die Wasserzone und einige Abschnitte auf beiden Seiten des Flusses durch das kantonale Reussuferschutzdekret vom 17. März 1966, durch Paragraf 42, Absatz 5 der Verfassung des Kantons Aargau, der den Auenschutzpark betrifft, sowie durch die Auenschutzverordnung des Bundes vom 28. Oktober 1992 geschützt.
Die Verordnung über den Schutz der Amphibienlaichgebiete von nationaler Bedeutung vom 15. Juni 2001 bezeichnet in dieser Landschaft alle Uferbereiche neben der Reuss und die Altwässer zudem auch als national bedeutende Amphibienlaichgebiete. Als einzelne Naturreservate führt das Bundesinventar der Amphibienlaichgebiete von nationaler Bedeutung die Flächen «Eichholz-Hegnau», «Foort», «Letzi», «Alte Reuss», «Tote Reuss» und «Zelgli/Höll» auf. Weitere wichtige Amphibienlaichgebiete liegen in unmittelbarer Nähe im gleichen Abschnitt des Reusstals. Im Schutzgebiet sind gemäss dem kantonalen Amphibieninventar der Kammmolch, der Bergmolch, der Feuersalamander, der Fadenmolch, die Gelbbauchunke und die Kreuzkröte nachgewiesen.
Die Feuchtgebiete der Fläche «Tote Reuss» sind ausserdem im Bundesinventar der Flachmoore von nationaler Bedeutung ausgewiesen. Die Vegetation dieser Zone ist geprägt von Schilfröhricht, Gross- und Kleinseggenried, Pfeifengraswiesen und Gehölz.

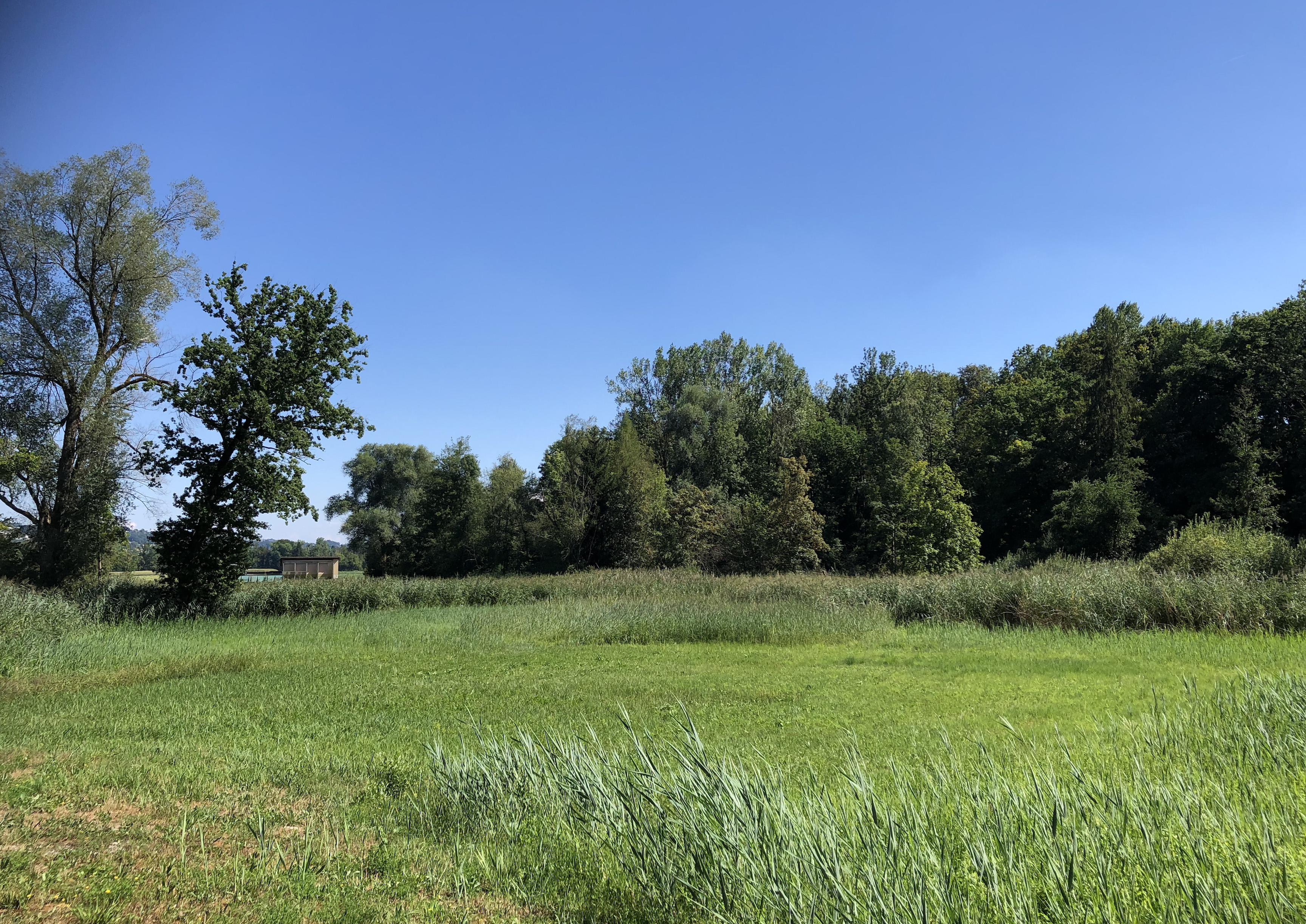
Amphibienlaichgebiet «Höll»

1985 bis 1986 liess der Kanton Aargau den verlandeten See im inneren Altwasser «Tote Reuss» wiederherstellen. 2022 wurden im Gewässer «Stille Reuss» Sedimente entfernt, um den für viele Pflanzen- und Tierarten wertvollen Lebensraum zu erhalten. Die mit der Reuss durch einen Bach verbundenen Seen sind gerade auch wegen der verbreitet vorkommenden Schwimmblattpflanzen wie der Weissen Seerose und der Grossen Teichrose bedeutende Fischlaichgewässer. Die Vegetation in der flachen Zone zwischen beiden Seen weist wertvolle geschützte Pflanzengemeinschaften mit dem Lungen-Enzian, der Sibirischen Schwertlilie und dem Teufels-Abbiss auf. In der «Hegnau» wurde 2012 ein künstlicher Weiher als Lebensraum für Fische und Amphibien geschaffen.
Naturkundliche Erhebungen in den 1980er Jahren wiesen für das Gebiet «Tote Reuss» 28 Libellenarten und neue Erhebungen von 2001 bis 2019 für beide Seen zusammen sogar 39 dieser zum Teil bedrohten Arten nach. In den Schutzgebieten kamen in den 1970er Jahren 12 Vogelarten vor, darunter der stark gefährdete Eisvogel. Im Gebiet «Stille Reuss» wurden 21 Fischarten festgestellt.
2015 erneuerte die Organisation Pro Natura Aargau in einem Revisionsprojekt zusammen mit Kantonsbehörden und den Gemeinden das Informationskonzept in den Naturreservaten. Zahlreiche alte Informations- und Gebotstafeln unterschiedlicher Herkunft wurden durch visuell einheitliche Kennzeichnungen ersetzt, die teils die gültigen Vorschriften anzeigen und teils über ökologische Sachthemen informieren. Die grafische Gestaltung der Tafeln richtet sich nach dem neuen, 2016 vom Bundesamt für Umwelt veröffentlichten Markierungssystem für Schweizer Schutzgebiete.

## Schutzziel
Für die Naturschutzgebiete an der Reuss gelten aufgrund der Kantonsverfassung, des Reussuferschutzdekrets und der Verordnungen zu den verschiedenen Bundesinventaren mehrere Schutzziele:
- Erhaltung der Auenlandschaft
- Förderung der natürlichen Flussdynamik
- Schutz der Lebensräume für seltene und gefährdete Tier- und Pflanzenarten
- Offenhalten der Flachgewässer
- Förderung des natürlichen Auwaldes

## Bilder

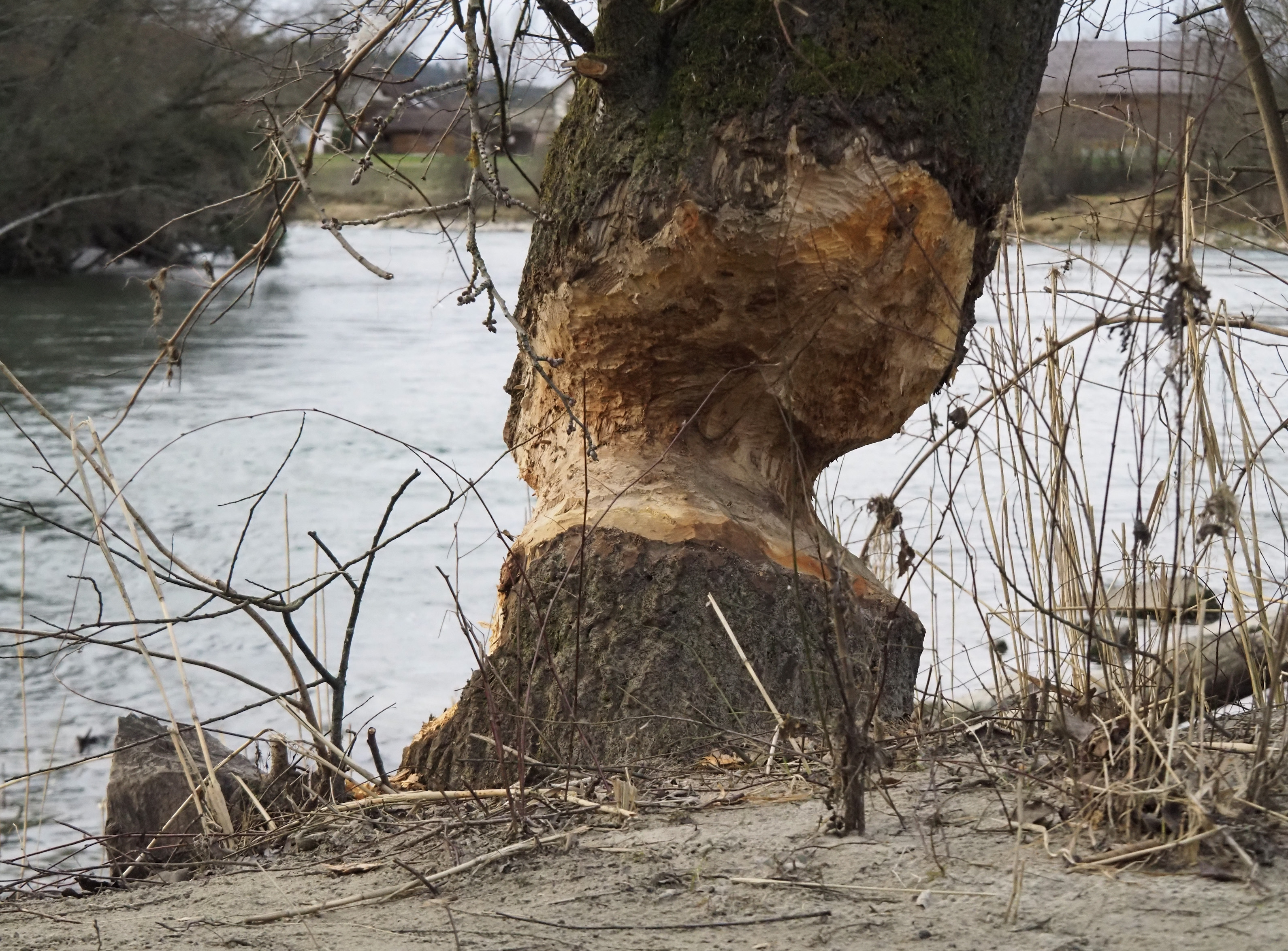
Biberfrass am Reussufer
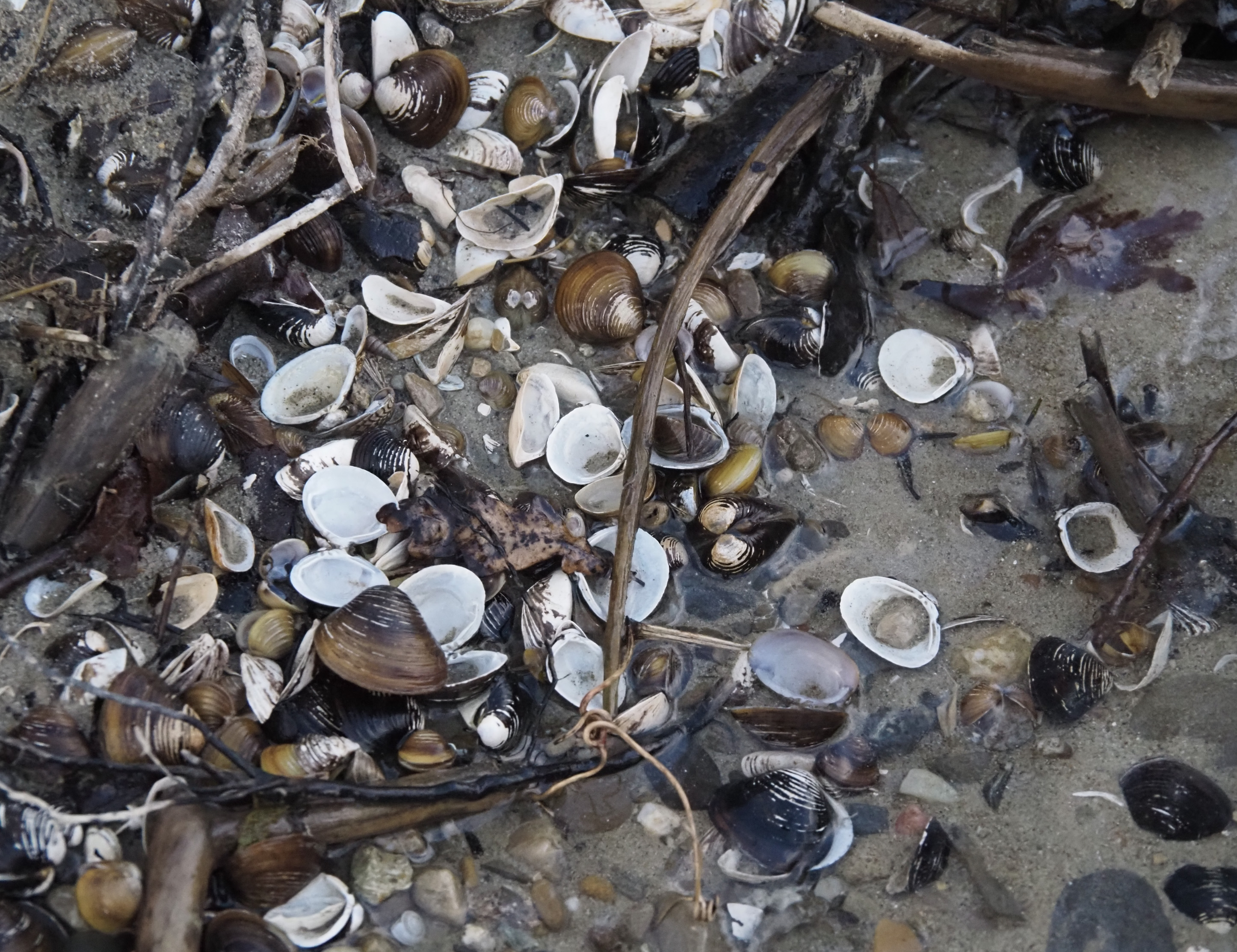
Muscheln der Reuss
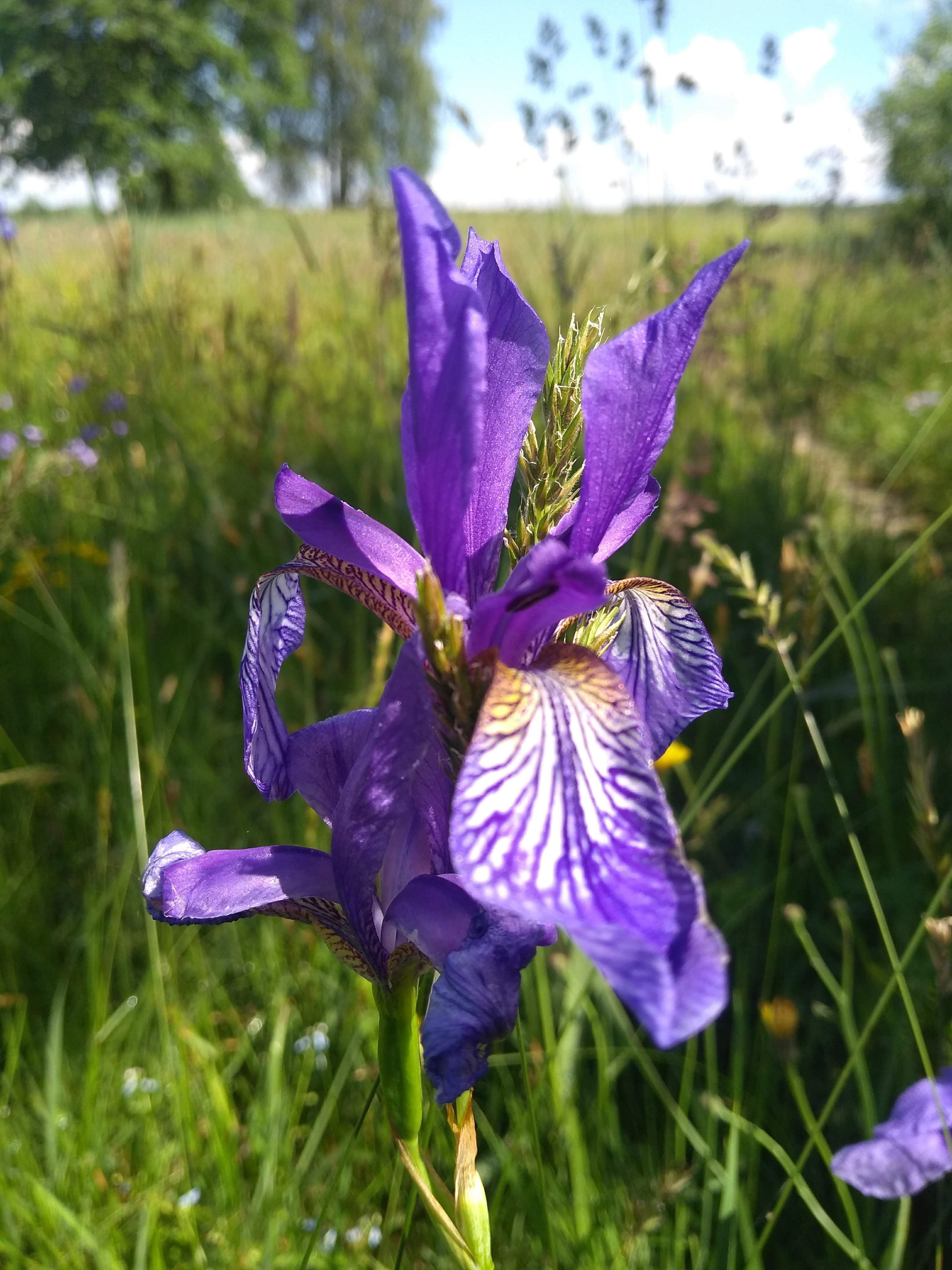
Sibirische Schwertlilie
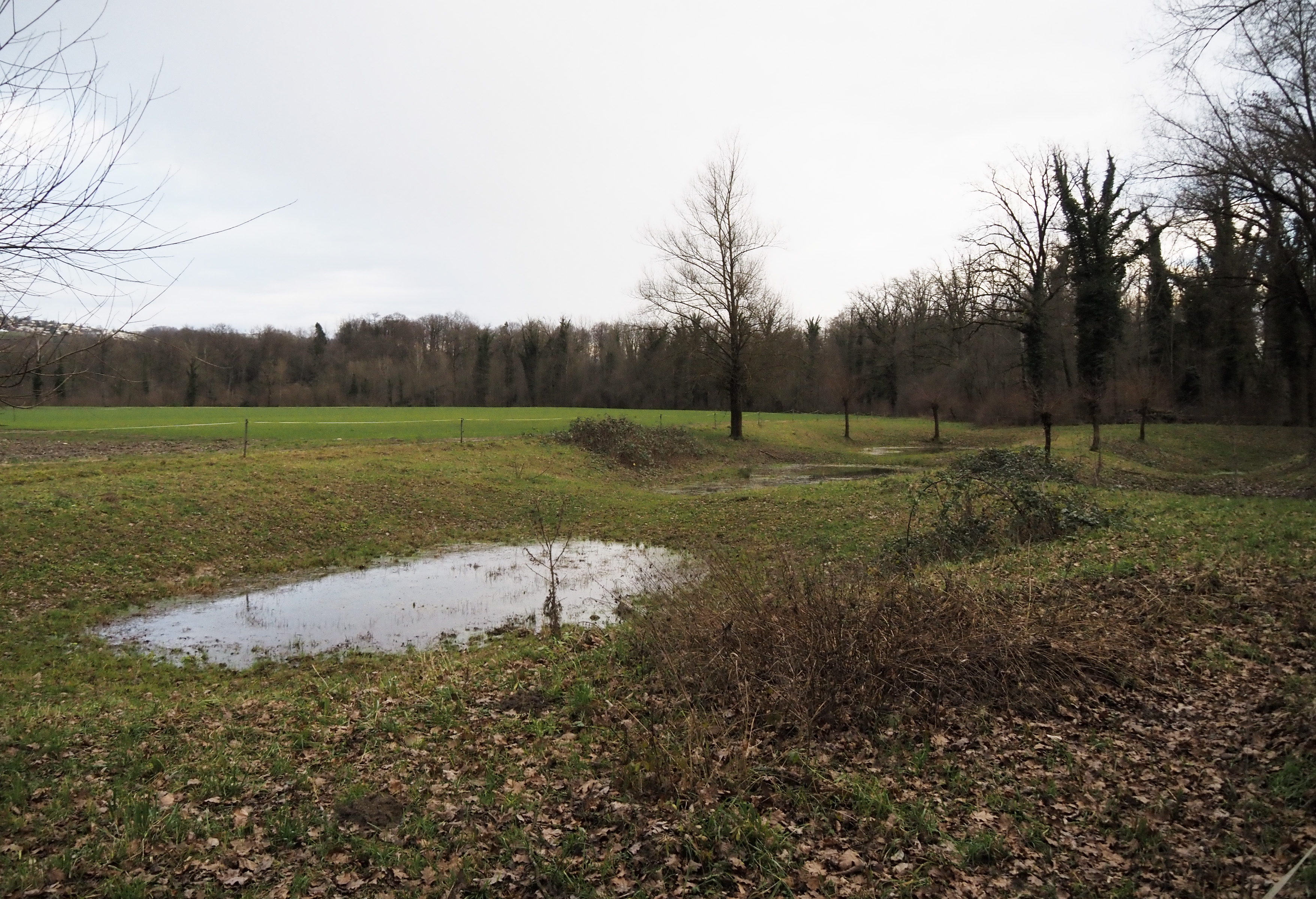
Amphibientümpel
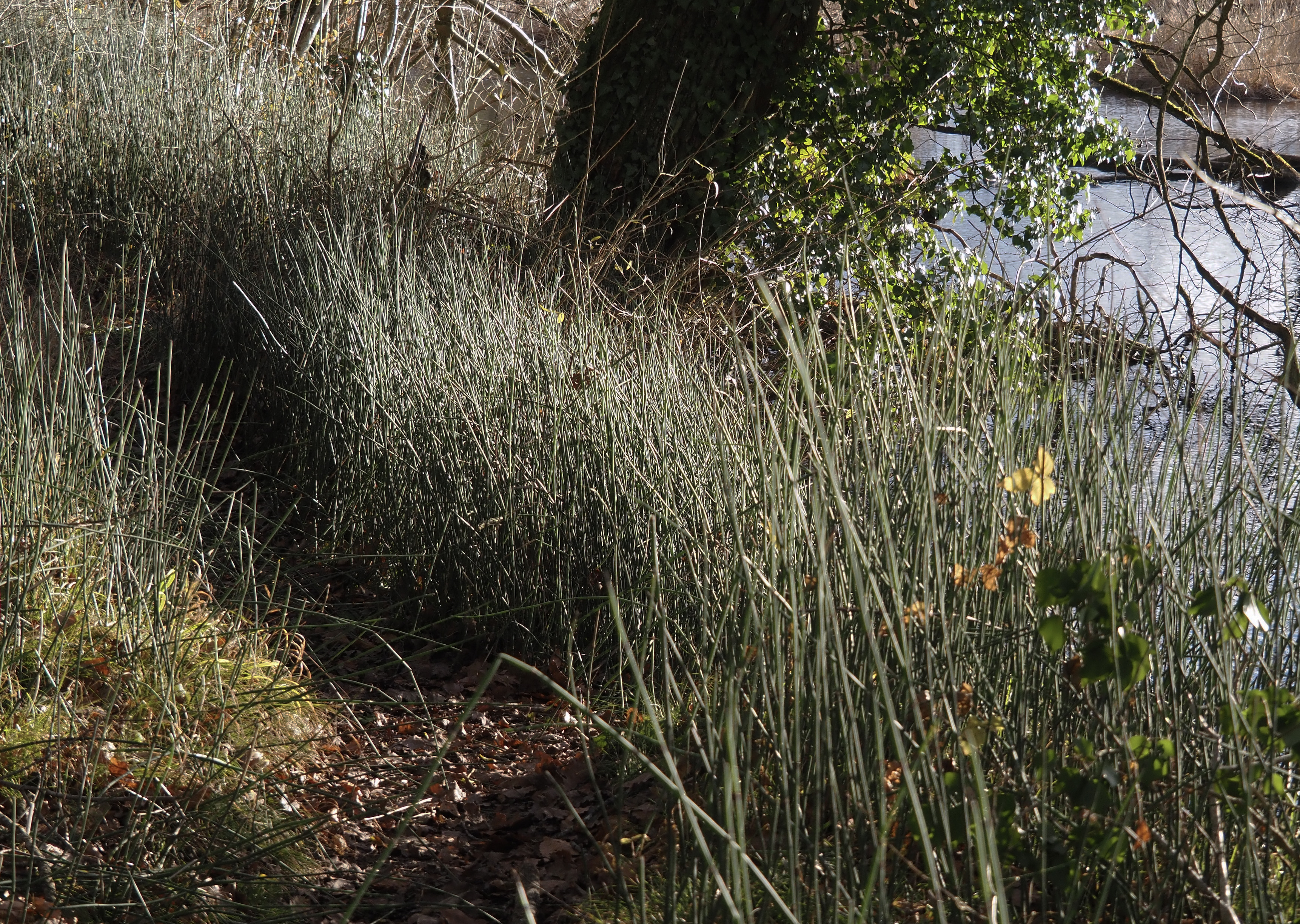
Winterschachtelhalm
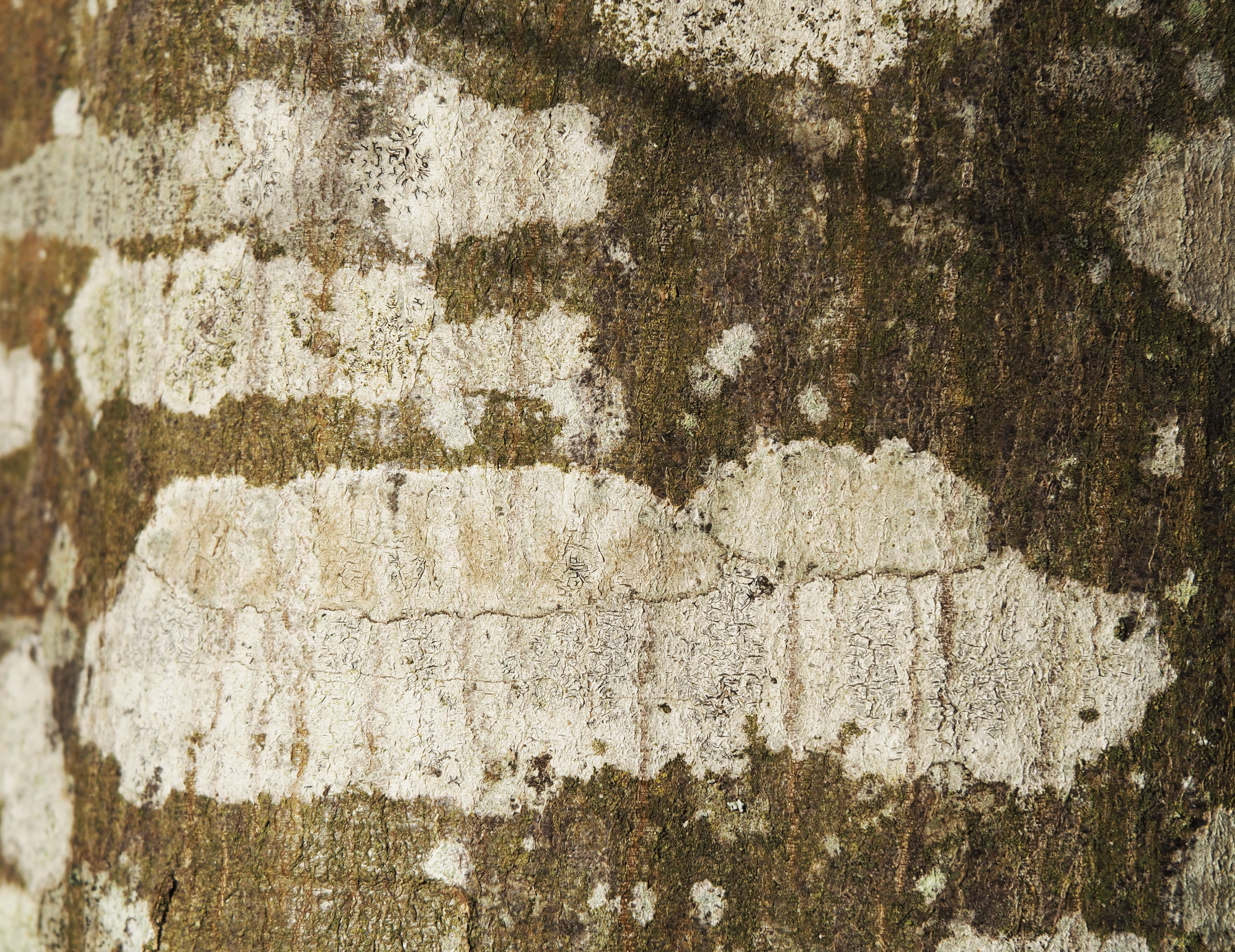
Flechten
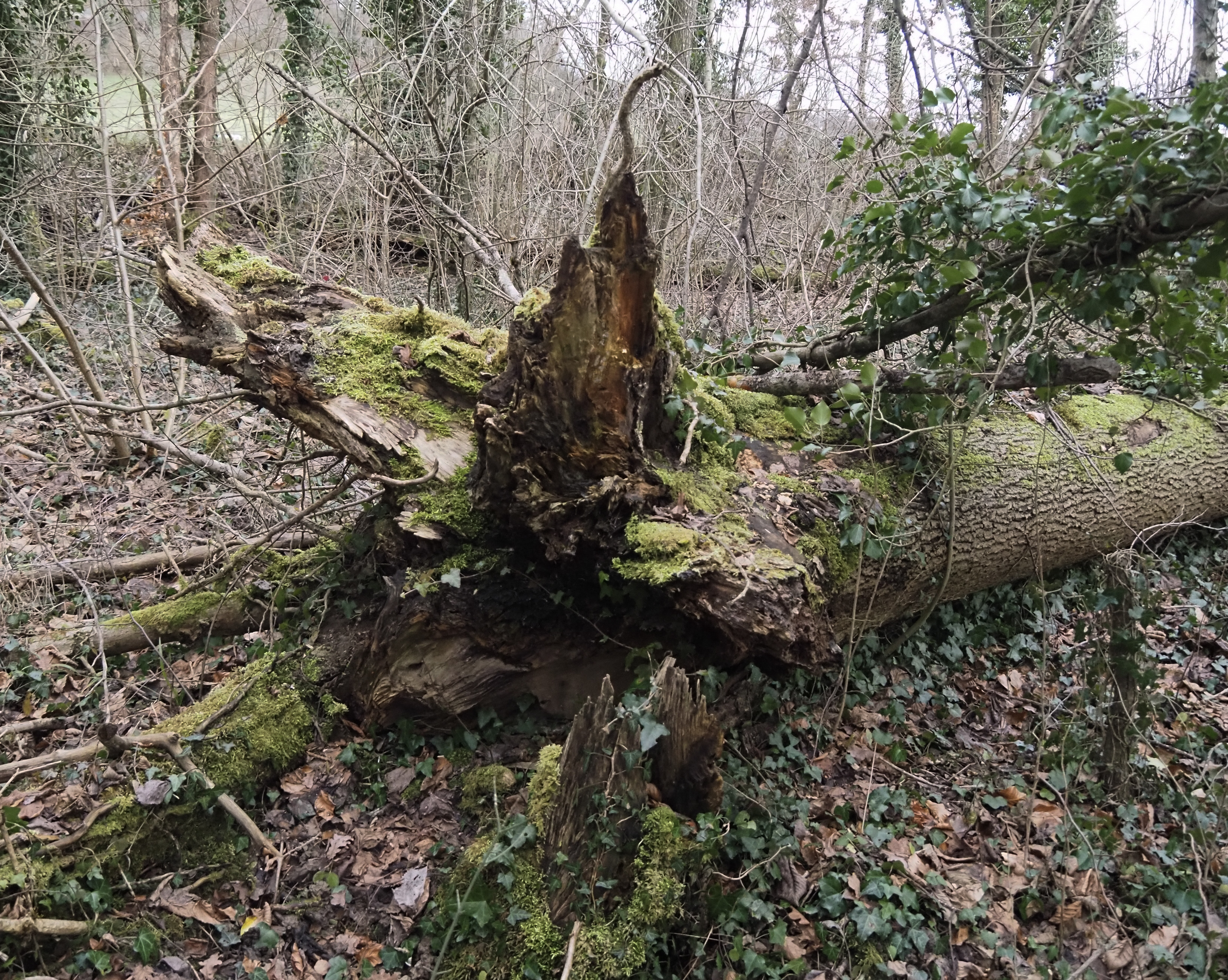
Totholz im Auwald
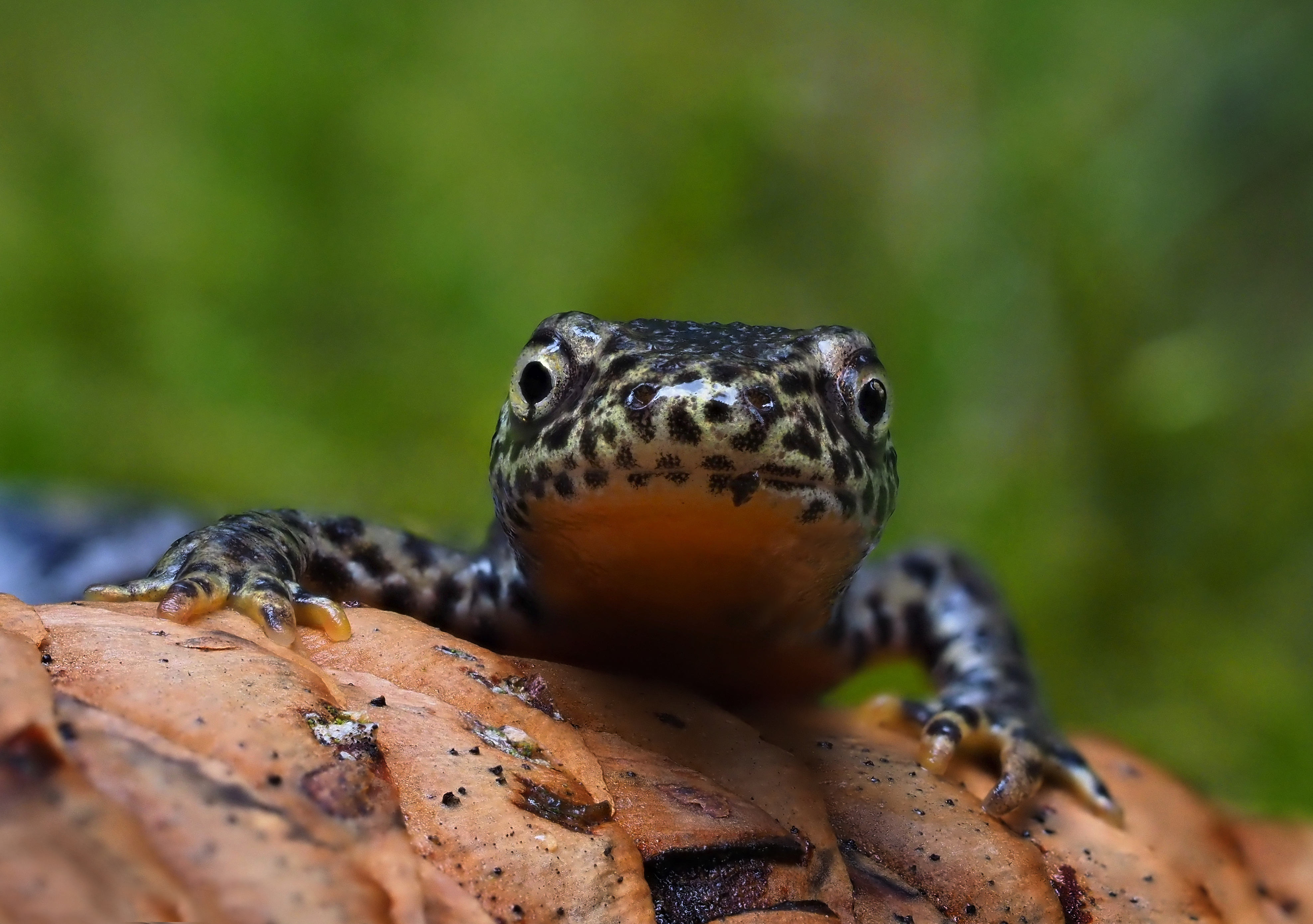
Bergmolch